# Active Cavity Radiometer Irradiance Monitor Satellite
Active Cavity Radiometer Irradiance Monitor Satellite ou ACRIMSAT foi um satélite artificial, parte do programa "Earth Observing System" da NASA. ACRIMSAT foi lançado em 20 de dezembro de 1999 a aprtir da base Vandenberg Air Force Base e colocado em uma órbita em sincronismo solar, permitindo que o satélite fizesse estudos contínuos e por longo tempo da irradiação solar.
ACRIMSAT usou o instrumento "ACRIM III" para fazer medidas precisas da irradiação solar entre 2000 e 2005, dando continuidade às medidas que tinham sido feito pelos instrumentos dos satélites Solar Max (1980-1989) e Upper Atmosphere Research Satellite (1991-).  
ACRIMSAT fez observações durante o trânsito de Vênus, e mediu a 0.1% de redução na intensidade solar causada pela sombra do planeta durante seu trânsito.
Richard C. Wilson da Columbia University foi cientista chefe da missão. O satélite ACRIMSAT foi construído pela Orbital Sciences Corporation por apenas 30 milhões de dólares (USD), e possuia apenas 13 kg.